# 1re étape du Tour de France 2014
Pour un article plus général, voir Tour de France 2014.
La 1re étape du Tour de France 2014 s'est déroulée le samedi 5 juillet 2014 entre Leeds et Harrogate, dans le Yorkshire (Royaume-Uni) sur une distance de 190,5 km.
C'est au sprint que l'Allemand Marcel Kittel (Giant-Shimano) remporte cette étape,, marquée par une chute collective dans le final dont fait partie son plus grand rival pour le gain de l'étape le Britannique Mark Cavendish (Omega Pharma-Quick Step),, qui est l'initiateur de celle-ci, et qui ne laisse que quatre coureurs se disputer la gagne.
Kittel fait ainsi coup double en s'emparant du maillot jaune, tout comme il l'avait fait lors de la première étape de l'édition précédente,. Il s'impose devant le Slovaque Peter Sagan (Cannondale) et le Lituanien Ramūnas Navardauskas (Garmin-Sharp).
Kittel, bien aidé par ses coéquipiers pour le gain de l'étape,,, profite par la même occasion pour s'emparer du maillot vert du classement par points tandis que son dauphin du jour Sagan revêt le maillot blanc du meilleur jeune. Un autre Allemand, le vétéran Jens Voigt (Trek Factory Racing), s’octroie le premier maillot à pois du meilleur grimpeur après avoir passé la journée dans l'échappée matinale ainsi que le prix de la combativité de l'étape. La formation britannique Sky s'empare de la tête du classement par équipes récompensée par le port de dossards jaunes.
Le parcours de l'étape est repris lors des mondiaux 2019.

## Parcours
L'épreuve commence par une étape en ligne comme l'année précédente, avec un départ de Leeds dans le Yorkshire au Royaume-Uni pour une arrivée à Harrogate sur les terres de Mark Cavendish après 190,5 km de course. À mi-parcours, les coureurs effectuent l'enchaînement de trois bosses avec respectivement la côte de Cray classée en 4e catégorie au km 68 (1,6 km à 7,1 %), la côte de Buttertubs en 4e catégorie au km 103,5 (4,5 km à 6,8 %) et la côte de Griton Moor en 3e catégorie au km 129,5 (3 km à 6,6 %). Le sprint intermédiaire de l'étape a lieu à Newbiggin au km 77 juste après la descente de la côte de Cray. Le cinq dernier kilomètres sont en ligne droite tandis que l'arrivée lest en éger faux-plat montant. Le parcours emprunte plusieurs routes identiques à l'ancienne classique Leeds International Classic.

## Déroulement de la course
Dès le départ de l'étape, l'Allemand Jens Voigt (Trek Factory Racing) s'échappe, suivi par les Français Nicolas Edet (Cofidis) et Benoît Jarrier (Bretagne-Séché Environnement). Leur avance ne dépasse pas trois minutes et demi. Ils se disputent la première difficulté comptant pour le Grand Prix de la montagne, la côte de Cray, classée en quatrième catégorie, où Jarrier devance Edet.
Au sprint intermédiaire de Newbiggin (km 77), Voigt surprend ces deux compagnons d'échappée en ne se contentant pas des vingt points attribués et en partant seul. Il passe ainsi en tête aux deux côtes de troisième catégorie, à Buttertubs et Grinton Moor, et s'assure de prendre le maillot à pois à l'arrivée. Ne possédant plus que quelques secondes d'avance, il se laisse reprendre par le peloton, qui a déjà rattrapé Edet et Jarrier.
Ce peloton a connu une cassure, retardant notamment le Français Thibaut Pinot (FDJ.fr), l'Espagnol Joaquim Rodríguez (Katusha), et l'Américain Christopher Horner (Lampre-Merida). Le groupe retardé parvient cependant à revenir dans le peloton, emmené par les équipes Lotto-Belisol, Cannondale et Omega Pharma-Quick Step. À 5 km de l'arrivée, cette dernière, et notamment l'Allemand Tony Martin, conduit le peloton. Au dernier kilomètre, le Suisse Fabian Cancellara (Trek Factory Racing) attaque. Il est repris 500 m plus loin, dans le faux-plat. À 300 m de la ligne d'arrivée, le Britannique Mark Cavendish (Omega Pharma-Quick Step) heurte l'Australien Simon Gerrans (Orica-GreenEDGE) et provoque une chute. Seuls quatre coureurs sont en mesure de disputer la victoire. L'Allemand Marcel Kittel (Giant-Shimano) s'impose facilement devant le Slovaque Peter Sagan (Cannondale) et le Lituanien Ramūnas Navardauskas (Garmin-Sharp) et revêt le premier maillot jaune de ce Tour de France récidivant la même performance que l'année précédente lors de la première étape,.
La chute gêne de nombreux sprinteurs tels que le Belge Greg Van Avermaet (BMC Racing) et le Français Arnaud Démare (FDJ.fr).

## Résultats

### Classement de l'étape
| Classement de la 1re étape | Classement de la 1re étape | Classement de la 1re étape | Classement de la 1re étape | Classement de la 1re étape |
|                            | Coureur                    | Pays                       | Équipe                     | Temps                      |
| -------------------------- | -------------------------- | -------------------------- | -------------------------- | -------------------------- |
| 1er                        | Marcel Kittel              | Allemagne                  | Giant-Shimano              | en 4 h 44 min 7 s          |
| 2e                         | Peter Sagan                | Slovaquie                  | Cannondale                 | m.t                        |
| 3e                         | Ramūnas Navardauskas       | Lituanie                   | Garmin-Sharp               | m.t                        |
| 4e                         | Bryan Coquard              | France                     | Europcar                   | m.t                        |
| 5e                         | Michael Rogers             | Australie                  | Tinkoff-Saxo               | m.t                        |
| 6e                         | Christopher Froome         | Royaume-Uni                | Sky                        | m.t                        |
| 7e                         | Alexander Kristoff         | Norvège                    | Katusha                    | m.t                        |
| 8e                         | Sep Vanmarcke              | Belgique                   | Belkin                     | m.t                        |
| 9e                         | José Joaquín Rojas         | Espagne                    | Movistar                   | m.t                        |
| 10e                        | Michael Albasini           | Suisse                     | Orica-GreenEDGE            | m.t                        |
| modifier                   |                            |                            |                            |                            |

### Points attribués
| Sprint intermédiaire de Newbiggin (km 77) | Sprint intermédiaire de Newbiggin (km 77) | Sprint intermédiaire de Newbiggin (km 77) | Sprint intermédiaire de Newbiggin (km 77) | Sprint intermédiaire de Newbiggin (km 77) |
| ----------------------------------------- | ----------------------------------------- | ----------------------------------------- | ----------------------------------------- | ----------------------------------------- |
|                                           | Coureur                                   | Pays                                      | Équipe                                    | Point(s)                                  |
| 1er                                       | Jens Voigt                                | Allemagne                                 | Trek Factory Racing                       | 20                                        |
| 2e                                        | Nicolas Edet                              | France                                    | Cofidis                                   | 17                                        |
| 3e                                        | Benoît Jarrier                            | France                                    | Bretagne-Séché Environnement              | 15                                        |
| 4e                                        | Bryan Coquard                             | France                                    | Europcar                                  | 13                                        |
| 5e                                        | André Greipel                             | Allemagne                                 | Lotto-Belisol                             | 11                                        |
| 6e                                        | Peter Sagan                               | Slovaquie                                 | Cannondale                                | 10                                        |
| 7e                                        | Mark Cavendish                            | Royaume-Uni                               | Omega Pharma-Quick Step                   | 9                                         |
| 8e                                        | Kévin Réza                                | France                                    | Europcar                                  | 8                                         |
| 9e                                        | Alessandro Petacchi                       | Italie                                    | Omega Pharma-Quick Step                   | 7                                         |
| 10e                                       | Maciej Bodnar                             | Pologne                                   | Cannondale                                | 6                                         |
| 11e                                       | Elia Viviani                              | Italie                                    | Cannondale                                | 5                                         |
| 12e                                       | Fabio Sabatini                            | Italie                                    | Cannondale                                | 4                                         |
| 13e                                       | Jürgen Roelandts                          | Belgique                                  | Lotto-Belisol                             | 3                                         |
| 14e                                       | Gregory Henderson                         | Nouvelle-Zélande                          | Lotto-Belisol                             | 2                                         |
| 15e                                       | Lars Ytting Bak                           | Danemark                                  | Lotto-Belisol                             | 1                                         |
| modifier                                  |                                           |                                           |                                           |                                           |

| Classement de l'étape | Classement de l'étape | Classement de l'étape | Classement de l'étape | Classement de l'étape |
| --------------------- | --------------------- | --------------------- | --------------------- | --------------------- |
|                       | Coureur               | Pays                  | Équipe                | Point(s)              |
| 1er                   | Marcel Kittel         | Allemagne             | Giant-Shimano         | 45                    |
| 2e                    | Peter Sagan           | Slovaquie             | Cannondale            | 35                    |
| 3e                    | Ramūnas Navardauskas  | Lituanie              | Garmin-Sharp          | 30                    |
| 4e                    | Bryan Coquard         | France                | Europcar              | 26                    |
| 5e                    | Michael Rogers        | Australie             | Tinkoff-Saxo          | 22                    |
| 6e                    | Christopher Froome    | Royaume-Uni           | Sky                   | 20                    |
| 7e                    | Alexander Kristoff    | Norvège               | Katusha               | 18                    |
| 8e                    | Sep Vanmarcke         | Belgique              | Belkin                | 16                    |
| 9e                    | José Joaquín Rojas    | Espagne               | Movistar              | 14                    |
| 10e                   | Michael Albasini      | Suisse                | Orica-GreenEDGE       | 12                    |
| 11e                   | Fabian Cancellara     | Suisse                | Trek Factory Racing   | 10                    |
| 12e                   | Paul Voss             | Allemagne             | NetApp-Endura         | 8                     |
| 13e                   | Greg Van Avermaet     | Belgique              | BMC Racing            | 6                     |
| 14e                   | Martin Elmiger        | Suisse                | IAM                   | 4                     |
| 15e                   | Samuel Dumoulin       | France                | AG2R La Mondiale      | 2                     |
| modifier              |                       |                       |                       |                       |

### Cols et côtes
| Côte de Cray (km 68) 4e catégorie | Côte de Cray (km 68) 4e catégorie | Côte de Cray (km 68) 4e catégorie | Côte de Cray (km 68) 4e catégorie | Côte de Cray (km 68) 4e catégorie |
| --------------------------------- | --------------------------------- | --------------------------------- | --------------------------------- | --------------------------------- |
|                                   | Coureur                           | Pays                              | Équipe                            | Point(s)                          |
| 1er                               | Benoît Jarrier                    | France                            | Bretagne-Séché Environnement      | 1                                 |
| modifier                          |                                   |                                   |                                   |                                   |

| Côte de Buttertubs (km 103,5) 3e catégorie | Côte de Buttertubs (km 103,5) 3e catégorie | Côte de Buttertubs (km 103,5) 3e catégorie | Côte de Buttertubs (km 103,5) 3e catégorie | Côte de Buttertubs (km 103,5) 3e catégorie |
| ------------------------------------------ | ------------------------------------------ | ------------------------------------------ | ------------------------------------------ | ------------------------------------------ |
|                                            | Coureur                                    | Pays                                       | Équipe                                     | Point(s)                                   |
| 1er                                        | Jens Voigt                                 | Allemagne                                  | Trek Factory Racing                        | 2                                          |
| 2e                                         | Nicolas Edet                               | France                                     | Cofidis                                    | 1                                          |
| modifier                                   |                                            |                                            |                                            |                                            |

| \| Côte de Griton Moor (km 129,5) 3e catégorie \| Côte de Griton Moor (km 129,5) 3e catégorie \| Côte de Griton Moor (km 129,5) 3e catégorie \| Côte de Griton Moor (km 129,5) 3e catégorie \| Côte de Griton Moor (km 129,5) 3e catégorie \| \| ------------------------------------------- \| ------------------------------------------- \| ------------------------------------------- \| ------------------------------------------- \| ------------------------------------------- \| \| \| Coureur \| Pays \| Équipe \| Point(s) \| \| 1er \| Jens Voigt \| Allemagne \| Trek Factory Racing \| 2 \| \| 2e \| Lars Ytting Bak \| Danemark \| Lotto-Belisol \| 1 \| \| modifier \| \| \| \| \| |                 |           |                     |          |
| Côte de Griton Moor (km 129,5) 3e catégorie |                 |           |                     |          |
| | Coureur         | Pays      | Équipe              | Point(s) |
| 1er | Jens Voigt      | Allemagne | Trek Factory Racing | 2        |
| 2e | Lars Ytting Bak | Danemark  | Lotto-Belisol       | 1        |
| modifier |                 |           |                     |          |

## Classements à l'issue de l'étape

### Classement général
| Classement général | Classement général   | Classement général | Classement général | Classement général |
|                    | Coureur              | Pays               | Équipe             | Temps              |
| ------------------ | -------------------- | ------------------ | ------------------ | ------------------ |
| 1er                | Marcel Kittel        | Allemagne          | Giant-Shimano      | en 4 h 44 min 7 s  |
| 2e                 | Peter Sagan          | Slovaquie          | Cannondale         | m.t                |
| 3e                 | Ramūnas Navardauskas | Lituanie           | Garmin-Sharp       | m.t                |
| 4e                 | Bryan Coquard        | France             | Europcar           | m.t                |
| 5e                 | Michael Rogers       | Australie          | Tinkoff-Saxo       | m.t                |
| 6e                 | Christopher Froome   | Royaume-Uni        | Sky                | m.t                |
| 7e                 | Alexander Kristoff   | Norvège            | Katusha            | m.t                |
| 8e                 | Sep Vanmarcke        | Belgique           | Belkin             | m.t                |
| 9e                 | José Joaquín Rojas   | Espagne            | Movistar           | m.t                |
| 10e                | Michael Albasini     | Suisse             | Orica-GreenEDGE    | m.t                |
| modifier           |                      |                    |                    |                    |

### Classement par points
| Classement par points | Classement par points | Classement par points | Classement par points | Classement par points |
| --------------------- | --------------------- | --------------------- | --------------------- | --------------------- |
|                       | Coureur               | Pays                  | Équipe                | Point(s)              |
| 1er                   | Marcel Kittel         | Allemagne             | Giant-Shimano         | 45 points             |
| 2e                    | Peter Sagan           | Slovaquie             | Cannondale            | 45 pts                |
| 3e                    | Bryan Coquard         | France                | Europcar              | 39 pts                |
| modifier              |                       |                       |                       |                       |

### Classement du meilleur grimpeur
| Classement du meilleur grimpeur | Classement du meilleur grimpeur | Classement du meilleur grimpeur | Classement du meilleur grimpeur | Classement du meilleur grimpeur |
| ------------------------------- | ------------------------------- | ------------------------------- | ------------------------------- | ------------------------------- |
|                                 | Coureur                         | Pays                            | Équipe                          | Point(s)                        |
| 1er                             | Jens Voigt                      | Allemagne                       | Trek Factory Racing             | 4 points                        |
| 2e                              | Benoît Jarrier                  | France                          | Bretagne-Séché Environnement    | 1 pt                            |
| 3e                              | Nicolas Edet                    | France                          | Cofidis                         | 1 pt                            |
| modifier                        |                                 |                                 |                                 |                                 |

### Classement du meilleur jeune
| Classement général du meilleur jeune | Classement général du meilleur jeune | Classement général du meilleur jeune | Classement général du meilleur jeune | Classement général du meilleur jeune |
|                                      | Coureur                              | Pays                                 | Équipe                               | Temps                                |
| ------------------------------------ | ------------------------------------ | ------------------------------------ | ------------------------------------ | ------------------------------------ |
| 1er                                  | Peter Sagan                          | Slovaquie                            | Cannondale                           | en 4 h 44 min 7 s                    |
| 2e                                   | Bryan Coquard                        | France                               | Europcar                             | m.t                                  |
| 3e                                   | Anthony Delaplace                    | France                               | Bretagne-Séché Environnement         | m.t                                  |
| modifier                             |                                      |                                      |                                      |                                      |

### Classement par équipes
| Classement par équipes | Classement par équipes | Classement par équipes | Classement par équipes |
|                        | Équipe                 | Pays                   | Temps                  |
| ---------------------- | ---------------------- | ---------------------- | ---------------------- |
| 1re                    | Sky                    | Royaume-Uni            | en 14 h 12 min 21 s    |
| 2e                     | NetApp-Endura          | Allemagne              | m.t                    |
| 3e                     | Belkin                 | Pays-Bas               | m.t                    |
| modifier               |                        |                        |                        |

## Abandon
Aucun.